# Molyember
A Molyember (angolul Mothman) az egyesült államokbeli Nyugat-Virginia állam folklórjának talán legismertebb szereplője, egy rejtélyes, termetes alak, egy ember-moly kriptid, amelyet számos helyen és időpontban látni véltek az állam területén (legtöbb alkalommal Point Pleasant városkában), valamint időnként a világ más pontjain is. A lényt számos alkalommal hozták összefüggésbe természeti katasztrófákkal, közlekedési balesetekkel és egyéb tragédiákkal, azok előjeleként értelmezve a Molyember felbukkanását.

## Észlelések

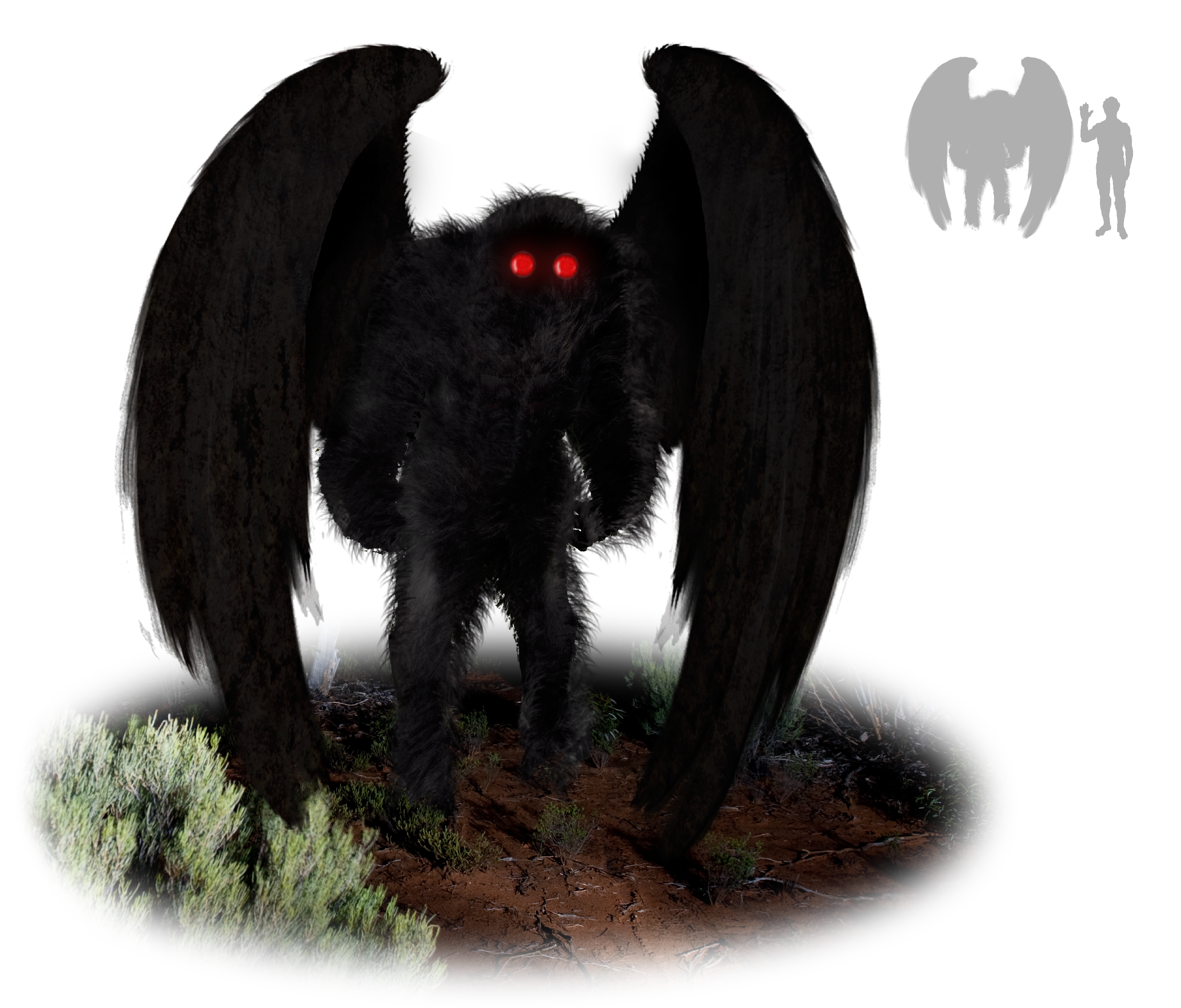
A Molyember egy ábrázolása

A Molyembert egységesen egy közel három méter magas, humanoid, fekete szőrrel borított, molylepkééhez vagy madáréhoz hasonló szárnyakkal rendelkező, izzó vörös szemű entitásként írták le a szemtanúk, amely furcsa mozdulatokkal röpköd. Több észlelésről a sajtó is beszámolt.
Legtöbb alkalommal a nyugat-virginiai Point Pleasant kisvárosban vélték látni a teremtményt, 1966. november 12. és 1967. december 15. között több tucatnyi észlelést jelentettek, számos alkalommal 2–4 személy állította egybehangzóan a Molyember felbukkanását a településen. Legelőször ugyan nem itt, hanem a közeli Clendenin városkában számolt be róla egy sírásó, hogy a temetőben dolgozva egy hatalmas, sötétbarna lény repült el a feje fölött, fáról fára haladva. Mindössze három nappal később, immáron Point Pleasant területén, két idős házaspár tagjai állították egybehangzóan, hogy egy hat vagy hét láb magas, sötétszürke szőrrel borított lény tűnt fel az autó előtt amelyben ültek. Ezt követően szinte naponta érkezett róla beszámoló, hogy a Molyembert látni vélték a településen. Point Pleasant-ben történt továbbá az a súlyos tragédia is, amelyet szintén a Molyemberrel hoznak összefüggésbe: 1967. december 15-én a településen található Silver Bridge híd összeomlott, 46 ember halálát okozva. Több szemtanú szerint közvetlenül az esemény előtt a Molyembert látták a hídnál, habár nem tisztázott hogy a lény az esemény okozója volt, avagy figyelmeztetni próbált a közelgő katasztrófára. Jan Harold Brunvald néprajzkutató szerint összesen legalább 100 beszámoló érkezett a Molyember észleléséről bő egy év alatt. A városka élete azóta a teremtmény köré épül: itt nyitották meg a világ első (és ezidáig egyetlen) Molyember-múzeumát, a misztikus figura saját szobrot is kapott, valamint 2002 óta évente megrendezik az „Annual Mothman Festival” elnevezésű rendezvényt, amely több ezer látogatót vonz.
A Molyember a Silver Bridge tragédiáját követően hosszú ideig nem tűnt fel sehol, 2017-ben azonban Chicago területéről érkezett összesen 55 bejelentés, melyek szerint a városban látni vélték a teremtményt.

## Lehetséges magyarázatok
Egyes szakértők szerint a szemtanúk egy kanadai darut (Grus canadensis) nézhettek tévesen Molyembernek, amelynek szárnyfesztávolsága 1,65 méter és 2,3 méter között van, a szemei körüli terület pedig pirosas színezetű – vélhetően ezt téveszthették össze a „vörösen izzó szemekkel”. Joe Nickell szakértő szerint számos észlelés hoax vagy szándékos manipuláció, többek között szalagos bagoly (Strix varia) észlelése, ahol a vörös szemekért a bagoly szemében tükröződő vörös színű fényforrás tehető felelőssé. Ugyanakkor kriptozoológusok, UFO-hívők és paranormális történetek írói egybehangzóan állítják, hogy a Molyember egy földönkívüli lény, vagy egy ezidáig ismeretlen állatfaj egy példánya.

## Kulturális megjelenései
A Molyember alakját először Gray Barker sci-fi író és UFO-fanatikus tette széles körben ismertté, majd John Keel 1975-ös könyve, a The Mothman Prophecies, melyből 2002-ben film is készült ugyanezzel a címmel (magyarul Megszólít az éjszaka), Richard Gere és Laura Linney főszereplésével. A Molyember több alternatív változata feltűnik a Fallout 76 című videójátékban is.

## Fordítás
- Ez a szócikk részben vagy egészben  a   Mothman című angol Wikipédia-szócikk ezen változatának fordításán alapul.  Az eredeti cikk szerkesztőit annak laptörténete sorolja fel. Ez a jelzés csupán a megfogalmazás eredetét és a szerzői jogokat jelzi, nem szolgál a cikkben szereplő információk forrásmegjelöléseként.